# Rihards Zariņš
Rihards Zariņš (o Richards Zarriņš; 27 de junio de 1869 – 21 de abril de 1939) fue un artista gráfico letón.

## Biografía
Nació el 27 de junio de 1869 cerca de Vilkene en Letonia que en ese momento formaba parte del Imperio ruso.  Prosiguió sus estudios en San Petersburgo, donde se graduó e 1895 por la Alexander von Stieglitz Escuela Central de Dibujo Técnico. El prosigue estudios adicionales en Berlín, Múnich, Viena, donde estudió litografía, y París, donde refinó sus habilidades en acuarelas y pasteles.
Retornó a Rusia donde se ocupó en el Departamento de la Producción de Divisas del Estado (ahora Goznak) en San Petersburgo durante 20 años, actuando como director técnico. Desde 1905 estuvo a cargo del diseño de documentos de estado. En 1919, retorno a la recientemente independizada Letonia donde fue el director de la imprenta del gobierno. Manteniendo el puesto por 14 años y se retiró a comienzos de 1934.

## Obras
Zariņš fue uno de los mejores artistas gráficos letones. Su primer trabajo apareció tempranamente en los años 1890s en las páginas de la entonces popular revista en idioma letón, Austrums (Este), cuando aún era estudiante en la Escuela de Arte Stieglitz. Dedicaba una cantidad de tiempo considerable en el estudio de ornamentación folclórica y bajo su liderazgo, los publicistas estatales generaron una monumental obra en artes decorativas letonas.
Durante su carrera, el artista diseño muchas estampillas del Imperio Ruso, RSFS de Rusia, República Nacional Bielorrusa, URSS y de Letonia. Es autor de las primeras estampillas de la RSFS de Rusia emitida en 1918.
Zariņš era un artista prolífico que produjo muchas ilustraciones de libros, grabados y litografías. Su obra de arte también contiene dibujos, acuarelas y caricaturas. Entre sus trabajos de arte aplicado están los diseños del Escudo de Letonia como también varios diseños de billetes emitidos por la oficina estatal, y diversas monedas letonas.

Billete y sellos postales diseñados por Rihards Zariņš
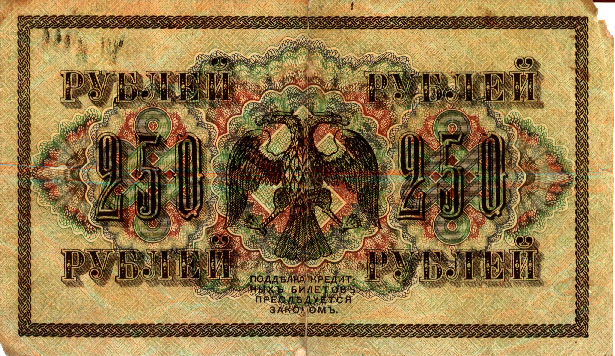
El billete de 250 rublos emitidos por el Gobierno Provisional Ruso en 1917 fue diseñado por Zariņš
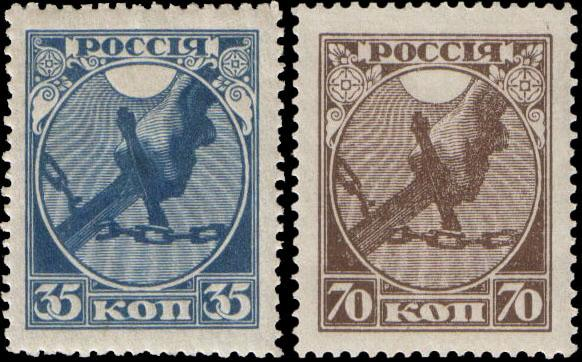
Primeras estampillas de la RSFS de Rusia, 1918
Escudo letón, 1921